# Сарлс (Північна Дакота)
Сарлс (англ. Sarles) — місто (англ. city) в США, в округах Кавальєр і Таунер штату Північна Дакота. Населення — 16 осіб (2020).

## Географія
Сарлс розташований за координатами 48°56′42″ пн. ш. 98°59′45″ зх. д. / 48.94500° пн. ш. 98.99583° зх. д. (48.945053, -98.995728).  За даними Бюро перепису населення США в 2010 році місто мало площу 0,57 км², уся площа — суходіл. В 2017 році площа становила 0,68 км², уся площа — суходіл.

## Демографія
Згідно з переписом 2010 року, у місті мешкало 28 осіб у 13 домогосподарствах у складі 5 родин. Густота населення становила 49 осіб/км².  Було 27 помешкань (48/км²).
Расовий склад населення:
| - 96,4 % — білих - 3,6 % — корінних американців |

До двох чи більше рас належало 0,0 %. Частка іспаномовних становила 0,0 % від усіх жителів.
За віковим діапазоном населення розподілялося таким чином: 35,7 % — особи молодші 18 років, 46,4 % — особи у віці 18—64 років, 17,9 % — особи у віці 65 років та старші. Медіана віку мешканця становила 35,5 року. На 100 осіб жіночої статі у місті припадало 115,4 чоловіків;  на 100 жінок у віці від 18 років та старших — 157,1 чоловіків також старших 18 років.
За межею бідності перебувало 23,5 % осіб, у тому числі 0,0 % дітей у віці до 18 років та 22,2 % осіб у віці 65 років та старших.
Цивільне працевлаштоване населення становило 10 осіб. Основні галузі зайнятості: сільське господарство, лісництво, риболовля — 40,0 %, освіта, охорона здоров'я та соціальна допомога — 20,0 %, будівництво — 20,0 %.